# Poids super-moyens
Pour les articles homonymes, voir Poids (homonymie).
Poids super moyens est une catégorie de poids en sports de combat.
En boxe anglaise professionnelle, elle concerne les athlètes pesant entre 73,028 kg (161 livres) et 76,205 kg (168 livres).
Cette catégorie n'existe pas en boxe anglaise amateur (olympique).

## Boxe professionnelle

### Titre inaugural
| Organisation | Boxeur            | Date            |
| WBA          | Chong Pal Park    | 6 décembre 1987 |
| WBC          | Sugar Ray Leonard | 7 novembre 1988 |
| IBF          | Murray Sutherland | 28 mars 1984    |
| WBO          | Thomas Hearns     | 4 novembre 1988 |